# سازمان آیسک
سازمان بین‌المللی دانشجویی آیسک یا به صورت کوتاه آیسک (AIESEC) یک سازمان بین‌المللی غیرانتفاعی است که توسط دانشجویان اداره می‌شود و برای آن‌ها در سازمان‌های انتفاعی و غیرانتفاعی فرصت‌های یادگیری و توسعه راهبری و کارآموزی بین‌المللی فراهم می‌آورد. آیسک مخفف کلماتی فرانسوی است (Association internationale des étudiants en sciences économiques et commerciales و معادل انگلیسی آن: International Association of Students in Economic and) Commercial Sciences) اگرچه نام آن به صورت کامل مورد استفاده قرار نمی‌گیرد. دفتر مقر بین‌المللی آن واقع در شهر روتردام کشور هلند است.
طبق آخرین آمار در اوت ۲۰۱۲ شبکه سازمان آیسک شامل بیش از ۸۶۰۰۰ عضو در ۱۱۳ کشور می‌باشد. آیسک بزرگترین سازمان اداره شونده توسط دانشجویان در جهان است، در بیش از ۲۴۰۰ دانشگاه در سراسر دنیا حضور داشته، و بیش از ۲۴۰۰۰ تجربه راهبری در اختیار اعضایش قرار داده و دانشجویان و تازه فارغ التحصیلان را به بیش از ۲۰۰۰۰ کارآموزی بین‌المللی می‌فرستد. این سازمان توسط بیش از ۸۰۰۰ سازمان در سراسر جهان پشتیبانی می‌شود که به آیسک به عنوان سازمانی که توسعه جوانان را پشتیبانی می‌کند نگریسته و از این طریق به دنبال دستیابی به افراد با استعداد که به دنبال رشد شخصی هستند، می‌گردند.

## تاریخچه
ایده اولیه آیسک به سال‌های دهه ۱۹۳۰ بازمی‌گردد، زمانی که نمایندگانی از برخی دانشگاه‌های اروپا دربارهٔ رشته‌ها و برنامه‌های آکادمیک مربوط به اقتصاد و تجارت و دانشگاه‌های ارائه دهنده آن‌ها تبادل اطلاعات می‌کردند.

## امروز
آیسک خود را به عنوان «بستری بین‌المللی برای افراد جوان به منظور اکتشاف و توسعه توانایی‌های راهبری خود» معرفی می‌کند.

## تقسیمات منطقه‌ای آیسک
منطقه رشد، (Growth Network) تقسیم‌بندی‌های منطقه‌ای کشورهای عضو شبکه جهانی آیسک توسط آیسک اینترنشنال است. شش منطقه رشد در این شبکه موجود است:
- اروپای غربی و آمریکای شمالی (Western Europe and North America)
- خاور میانه و شمال آفریقا (Middle East and North Africa)
- آسیا و اقیانوسیه (Asia Pacific)
- آفریقا (Africa)
- آمریکای مرکزی و جنوبی (Iberoamerica)
- اروپای مرکزی و شرقی (Central and Eastern Europe)

## آیسک در ایران
سابقه حضور سازمان آیسک در ایران به قبل از انقلاب اسلامی بر می‌گردد. بعد از انقلاب و با تعطیلی دانشگاه‌ها، فعالیت این سازمان در ایران متوقف شد.

در سال ۱۳۸۷ بار دیگر سازمان آیسک در ایران فعالیت خود را با حمایت دانشگاه تهران به‌طور رسمی آغاز نمود؛ ولی در پاییز ۱۳۹۶ فعالیت این سازمان در ایران پایان یافت! به دلیل اینکه گفته شده آیسک یک سازمان «جاسوسی» برای خروج نخبه‌ها از کشور بوده!